# الشباب الألماني الحر (منظمة جامعة)
الشباب الألماني الحر (بالألمانية: Freideutsche Jugend) هي منظمة جامعة تأسست في ألمانيا الهلمنية بهدف إنشاء ثقافة شبابية مستقلة خالية من إشراف الكبار. كانت جزءًا من حركة الشباب الألمانية الأوسع، الناشئة عن واندرفوجل.

## الأصول
أُسست المنظمة في تجمع عُقد على جبل هوهر مايسنر في هسن، حيث اجتمع آلاف الشباب في أكتوبر 1913 وصاغوا إعلان مايسنر. في هذا الإعلان، أعلنوا أن "الشباب الألماني الحر، بمبادرة ذاتية، وتحت مسؤوليتهم الخاصة، وبصدق عميق، عازمون على تشكيل حياتهم الخاصة باستقلالية. من أجل هذه الحرية الداخلية، سيتخذون إجراءات موحدة في جميع الظروف. قد تبنوا وجهة نظر معادية للعقلانية، وعارضوا مبادرة غوستاف وينكن " رابطة المدارس الحرة".